# Lövberga
Lövberga is een plaats in de gemeente Strömsund in het landschap Jämtland en de provincie Jämtlands län in Zweden. De plaats heeft 65 inwoners (2005) en een oppervlakte van 29 hectare. De plaats ligt aan het meer Flåsjön de rivier de Järilån stroomt bij deze plaats uit het meer.